# 岸田将幸
岸田 将幸（きしだ まさゆき、1979年 - ）は、日本の詩人。愛媛県出身。

## 略歴
早稲田大学第一文学部卒業、早稲田大学大学院文学研究科日本語日本文化専攻修士課程修了。
1999年より詩誌「早稲田詩人」「鐘楼」「分裂機械」「生命の回廊」などに作品を発表（当初はキキダダマママキキの筆名で活動）。
小笠原鳥類は大学の先輩に当たる。
2004年に第一詩集『生まれないために』（七月堂）を出版。2006年、思潮社の叢書〈新しい詩人〉の一冊として『死期盲』を刊行し、第12回中原中也賞候補となる。
2010年、『〈孤絶‐角〉』で第40回高見順賞を最年少で受賞。2015年、『亀裂のオントロギー』で第6回鮎川信夫賞を最年少で受賞。2021年『風の領分』で第29回萩原朔太郎賞受賞。
2017年頃に故郷の愛媛県に戻り、アスパラガス農家として働いている。

## 著作

### 詩集
- 『生まれないために』（七月堂、2004年）ISBN　4-87944-066-3
  - キキダダマママキキ名義
- 『死期盲』（思潮社〈新しい詩人〉、2006年）ISBN　978-4-7837-2130-7
  - キキダダマママキキ名義
- 『丘の陰に取り残された馬の群れ』（ふらんす堂、2007年）ISBN　978-4-89402-956-9
- 『〈孤絶‐角〉』（思潮社、2009年）ISBN　978-4-7837-3157-3
- 『岸田将幸詩集』（思潮社〈現代詩文庫〉、2013年）ISBN　978-4-7837-0980-0
- 『亀裂のオントロギー』（思潮社、2014年）ISBN　978-4-7837-3462-8
- 『風の領分』（書肆子午線、2021年）ISBN　978-4-908568-29-9

### 詩論
- 『詩の地面 詩の空』（五柳書院、2019年6月）ISBN　978-4-901646-33-8

### 共著書
- （杉本真維子・杉本徹・手塚敦史ほか）『詩のリレー・1』（ふらんす堂、2007年)　ISBN　4-89402-883-2
- （田中和生・古谷利裕・阿部嘉昭ほか）『 吉本隆明論集：初期・中期・後期を論じて』（アーツアンドクラフツ、2013年）ISBN　978-4-901592-84-0
- （金子遊・中里勇太編）『半島論：文学とアートによる叛乱の地勢学』（響文社、2018年）ISBN　978-4-87799-143-2

### その他

#### 評論など
- 「言葉は力そのものである (東日本大震災と向き合うために)」（『現代詩手帖』2011年5月号）
- 「虹の上に立つ――There's such a lot of world to see : Moon River.」（『現代詩手帖』2016年7月号）
- 「愚直な鼓動――批評身体、束、手紙について」（『現代詩手帖』2018年12月号）
- 「石手寺へ」（随筆、『新潮』2019年10月号）

#### イベント
- 空間構成「擦過する夜」展（2003年、東京）
- 「現代詩フェスティバル2007環太平洋へ」（2007年、東京）に朗読出演
- 萩原朔太郎記念・水と緑と詩のまち前橋文学館編『生きて在ることの静かな明るさ：第29回萩原朔太郎賞受賞者岸田将幸展』（萩原朔太郎記念・水と緑と詩のまち前橋文学館、2022年）